# Largo Vincenzo Barsigliano
Largo Vincenzo Barsigliano, meglio conosciuto come Tondo di Rozzol, è un piazzale del rione di Rozzol a Trieste.
Questo slargo è un importante incrocio periferico della zona visto che è l'innesto tra le vie Revoltella, San Pasquale e Forlanini. Inoltre era il capolinea della linea 11 della rete filoviaria della città, che ora è sostituito dalla fermata "Revoltella alta" delle linee dei bus 11, 22 ed A della Trieste Trasporti.
Prima della costruzione delle vie San Pasquale e Forlanini, la rotonda costituiva la fine della via Revoltella e serviva per l'inversione di marcia dei mezzi pubblici.
Nel mezzo del prato del piazzale è presente la Finestra di Loto, che è un monumento composto dallo stesso Barsigliano, creato in onore della Trincea Ferdinandea, che nei tempi della Grande guerra sorgeva a poche decine di metri a nord.